# Osice

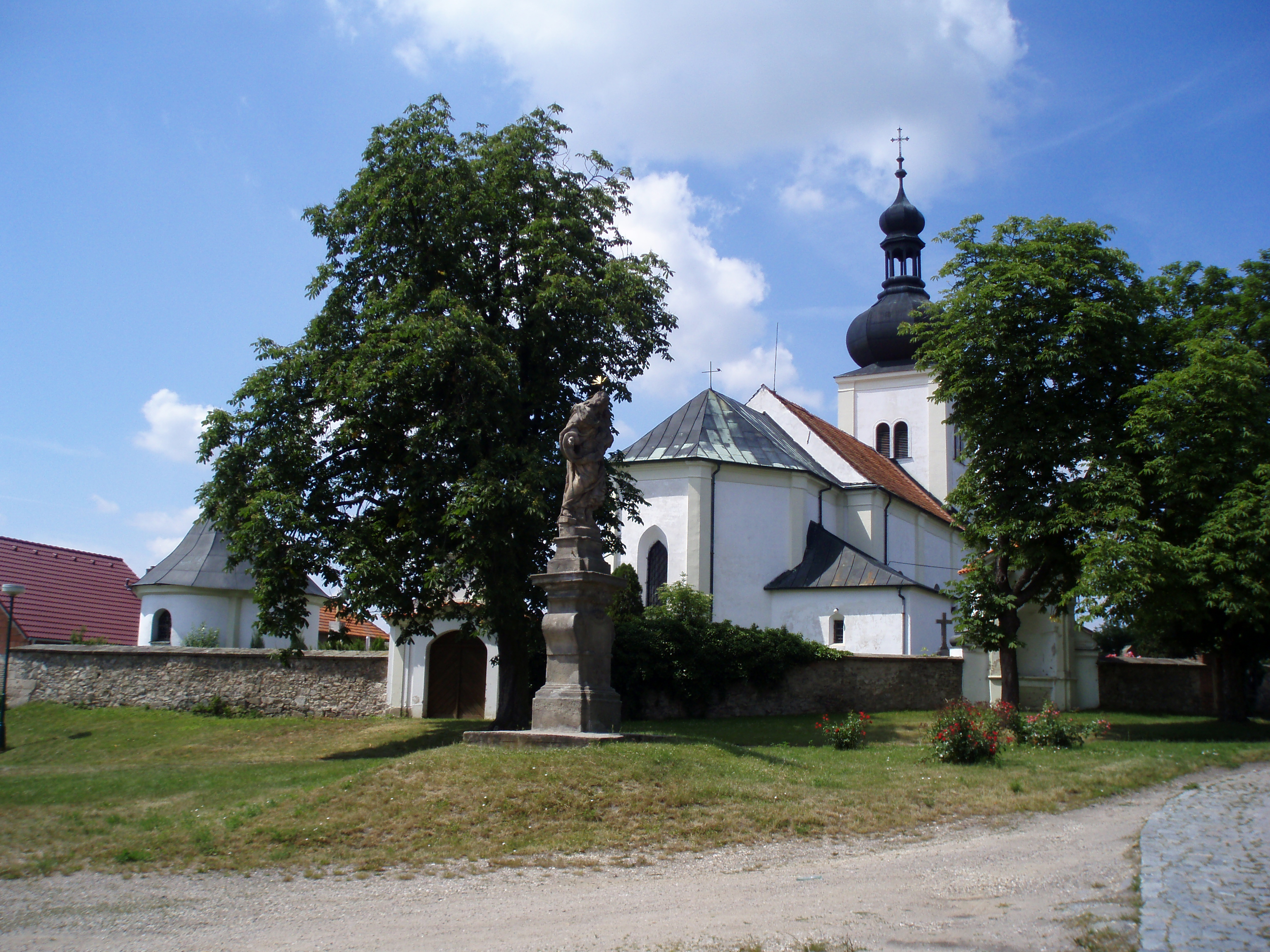
Kirche Mariä Himmelfahrt, Totenhaus und Statue des hl. Josef

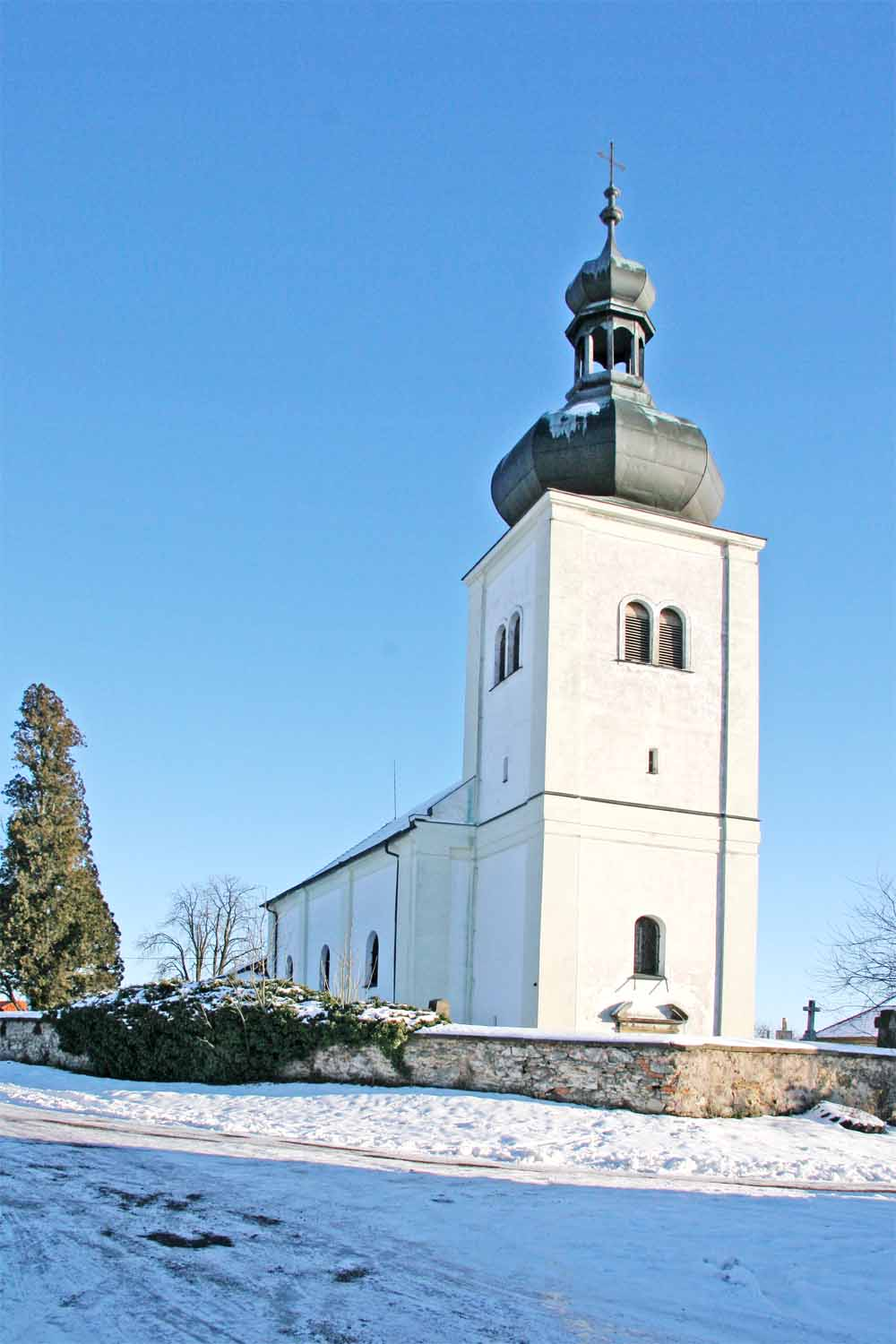
Kirche Mariä Himmelfahrt

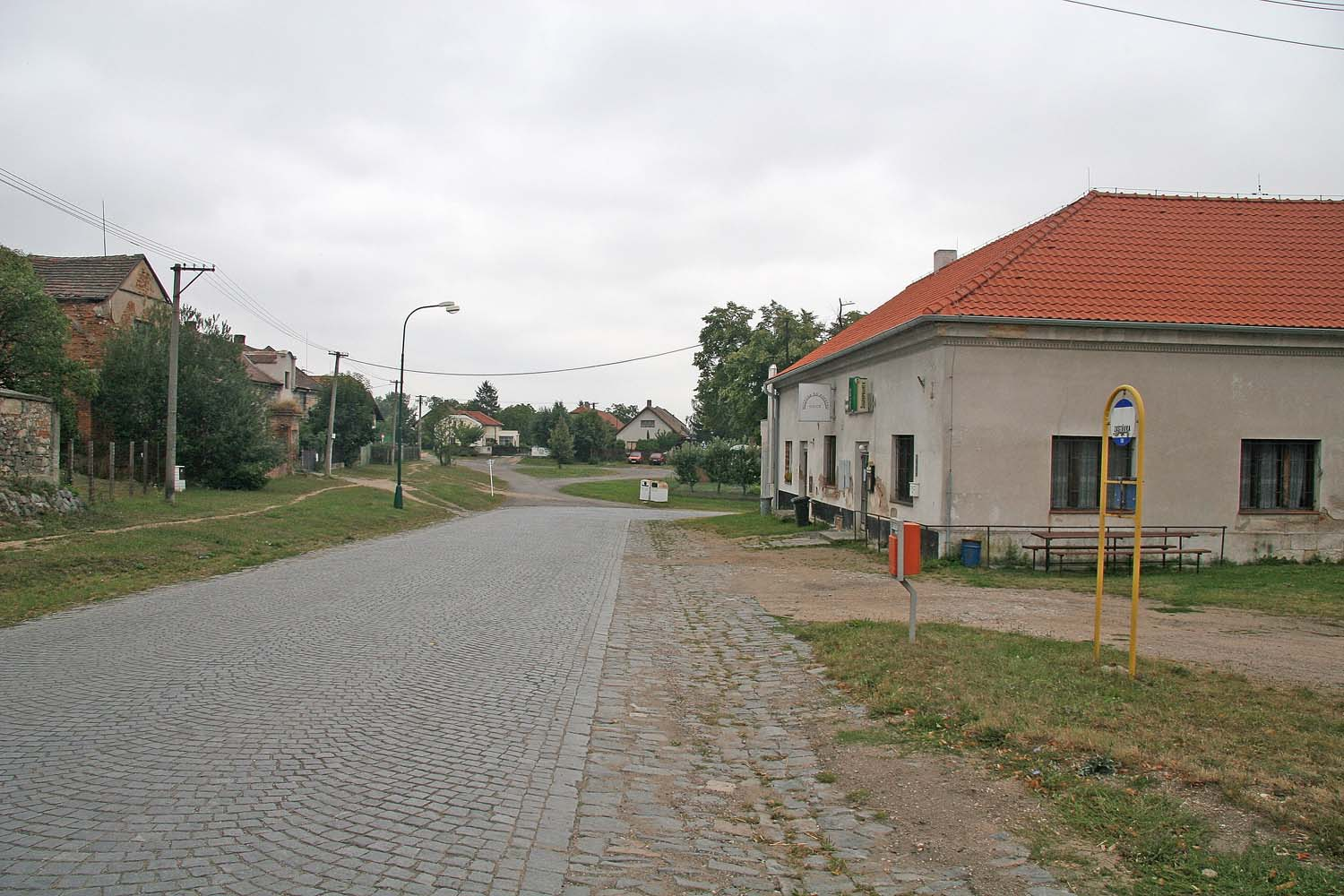
Gasthaus

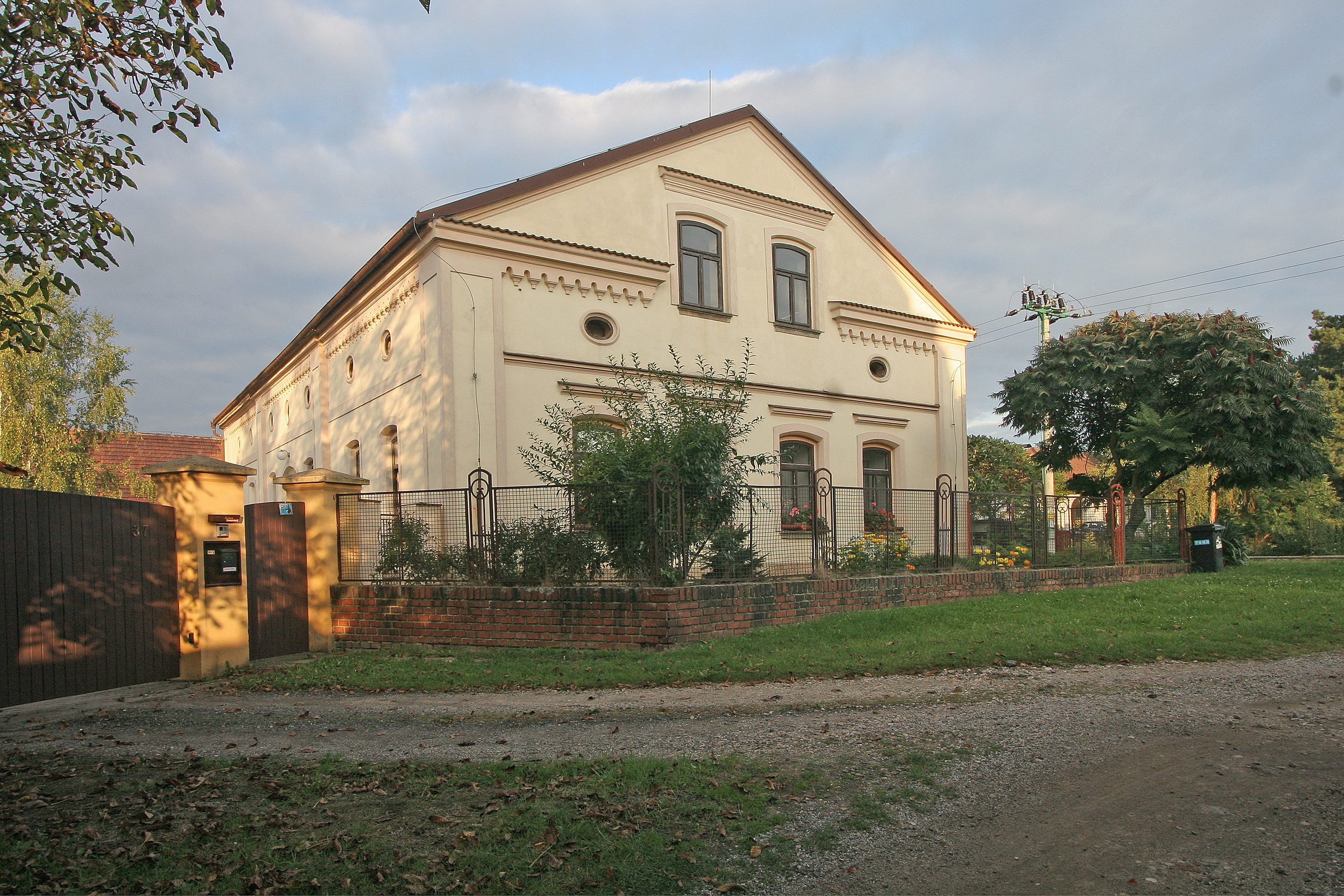
Pfarrhaus

Osice (deutsch Wositz) ist eine Gemeinde im Okres Hradec Králové in Tschechien. Sie liegt 13 Kilometer südwestlich des Stadtzentrums von Hradec Králové.

## Geographie
Osice befindet sich zusammen mit Osičky auf einer Anhöhe der Dobřenická plošina (Dobrzenitzer Hochfläche). Südlich des Dorfes verläuft die Dálnice 11/E 67; südöstlich von Osice liegt am Hügel Skupice (Malhaus, 248 m n.m.) die Autobahnraststätte Osice.
Nachbarorte sind Trávník  und Polizy im Norden, Žižkovec im Nordosten, Krásnice im Osten, Podůlšany und Plch im Südosten, Dolany im Süden, Rohoznice und Pravy im Südwesten, Osičky im Westen sowie Syrovátka im Nordwesten.

## Geschichte
Der Wositzer Hügel war bereits in der Frühzeit besiedelt. In der Ortslage Písník wurde 1886 bei Ausgrabungen ein heidnisches Gräberfeld freilegt.
Die erste schriftliche Erwähnung von Osice erfolgte 1073 in der Gründungsurkunde des Klosters Opatowitz; das Dorf gehörte neben Opatovice, Vysoká und Přelouč zur anfänglichen Dotation des Benediktinerklosters. Nachdem das Kloster während der Hussitenkriege zerstört worden war, überschrieb König Sigismund das Dorf 1436 an Diviš Bořek von Miletínek, dabei wurde auch erstmals zwischen Osice und Osičky unterschieden. 1491 erwarb Wilhelm von Pernstein das Dorf und schlug es der Herrschaft Pardubice zu. Jaroslav von Pernstein verkaufte die Herrschaft im Jahre 1560 an König Ferdinand I. Die Frondienste hatten die Bewohner von Osice auf dem Hof in Ždánice abzuleisten. Seit der Mitte des 17. Jahrhunderts als Vosice Velké bezeichnet.
Im Jahre 1835 bestand das im Chrudimer Kreis gelegene Dorf Wositz bzw. Groß-Wositz aus 49 Häusern, in denen 363 Personen lebten. Unter dem Patronat des Kaisers standen die Pfarrkirche Mariä Himmelfahrt und die Schule. Wositz war Pfarrort für Wositschek, Polis, Eichelburg, Rohosnitz, Kritschen, Alt-Zdanitz, Neu-Zdanitz (Nové Ždánice), Plch, Dollan,  Steblowa, Podulschan, Sedletz, Krasnitz und Žižkowitz  sowie 25 Häuser von Libischan, wobei in Alt-Zdanitz und Podulschan Filialkirchen bestanden. Bis zur Mitte des 19. Jahrhunderts blieb Wositz der k.k. Kameralherrschaft Pardubitz untertänig.
Nach der Aufhebung der Patrimonialherrschaften bildete Vosice ab 1849 eine Gemeinde im Gerichtsbezirk Pardubitz. Ab 1868 gehörte die Gemeinde zum Bezirk Pardubitz. Seit dem Anfang des 20. Jahrhunderts führte die Gemeinde den Namen Vosice t. Osice. Auf Anordnung der Linguistischen Kommission in Prag wurde 1920 der Ortsname in Osice abgeändert.
1949 wurde Osice dem Okres Hradec Králové-okolí zugeordnet; dieser wurde im Zuge der Gebietsreform von 1960 aufgehoben, seitdem gehört die Gemeinde zum Okres Hradec Králové. 1967 erfolgte die Eingemeindung von Trávník. Am 1. Juli 1980 wurde Osice nach Lhota pod Libčany eingemeindet. Am 24. November 1990 lösten sich Osice, Trávník und Polizy von Lhota pod Libčany los und bildeten die Gemeinde Osice.

## Gemeindegliederung
Die Gemeinde Osice besteht aus den Ortsteilen Osice (Wositz), Polizy (Polis) und Trávník  (Eichelburg, auch Trawnik), die zugleich auch Katastralbezirke bilden.

## Sehenswürdigkeiten
- Barocke Kirche Mariä Himmelfahrt, errichtet 1701. Der erste schriftliche Nachweis des turmlosen gotischen Vorgängerbaus stammt aus dem Jahre 1352. Der handgeschnitzte Chor entstand 1759. Die vier Glocken stammen von 1478, 1538, 1566 und 1771. Die Kuppel des Kirchturmes wurde 1929 bei einem Unwetter weggerissen und danach in ihrer heutigen Gestalt neu aufgebaut. Umgeben ist die Kirche von einem Friedhof mit einem denkmalgeschützten Totenhaus, an dem seit einem mittelalterlichen Pestausbruch traditionell ein Panier mit der Gestalt des Todes mit einem Bogen angebracht wird.
- Barockes Pfarrhaus, im Innern sind Wandgemälde aus dem Ende des 18. Jahrhunderts erhalten, im Speiseraum befindet sich eine Gedenkstätte für den Komponisten der Nationalhymne František Škroup. Auf dem Pfarrhof befindet sich ein denkmalgeschützter Getreidespeicher.
- Barocke Statue des hl. Josef aus der Mitte des 18. Jahrhunderts
- Nischenkapelle am Gasthaus
- Gedenkstein für die Gefallenen des Ersten Weltkrieges, auf dem Gelände des Škroup-Hauses
- Škroup-Haus (Škroupův dům), es wurde 1928 aus Mitteln einer Sammlung der Einwohner zum Gedenken an die Komponistenfamilie Škroup errichtet. Bis 1951 diente das repräsentative Gebäude als Sitz des Bildungs- und Theatervereins Škroup. Zur Rekonstruktion des sehr baufälligen Gebäudes wurde im Jahre 2000 eine Stiftung errichtet.

## Persönlichkeiten

### Söhne und Töchter der Gemeinde
- František Škroup (1801–1862), Komponist der Nationalhymne und Dirigent
- Jan Nepomuk Škroup (1811–1892), Komponist
- František Burda, (1915–1988), Brno. Tschechoslowakischer Jagdflieger in der l’Armée de l’Air (1940) und der RAF (1940–1945), zeitweise Kommandant des Schwarms B der 310. Squadron der RAF (1942–1943)

### In der Gemeinde lebten und wirkten
- Josef Dominik Škroup (1766–1830), der Komponist arbeitete ab 1800 in Osice als Lehrer